# Werries

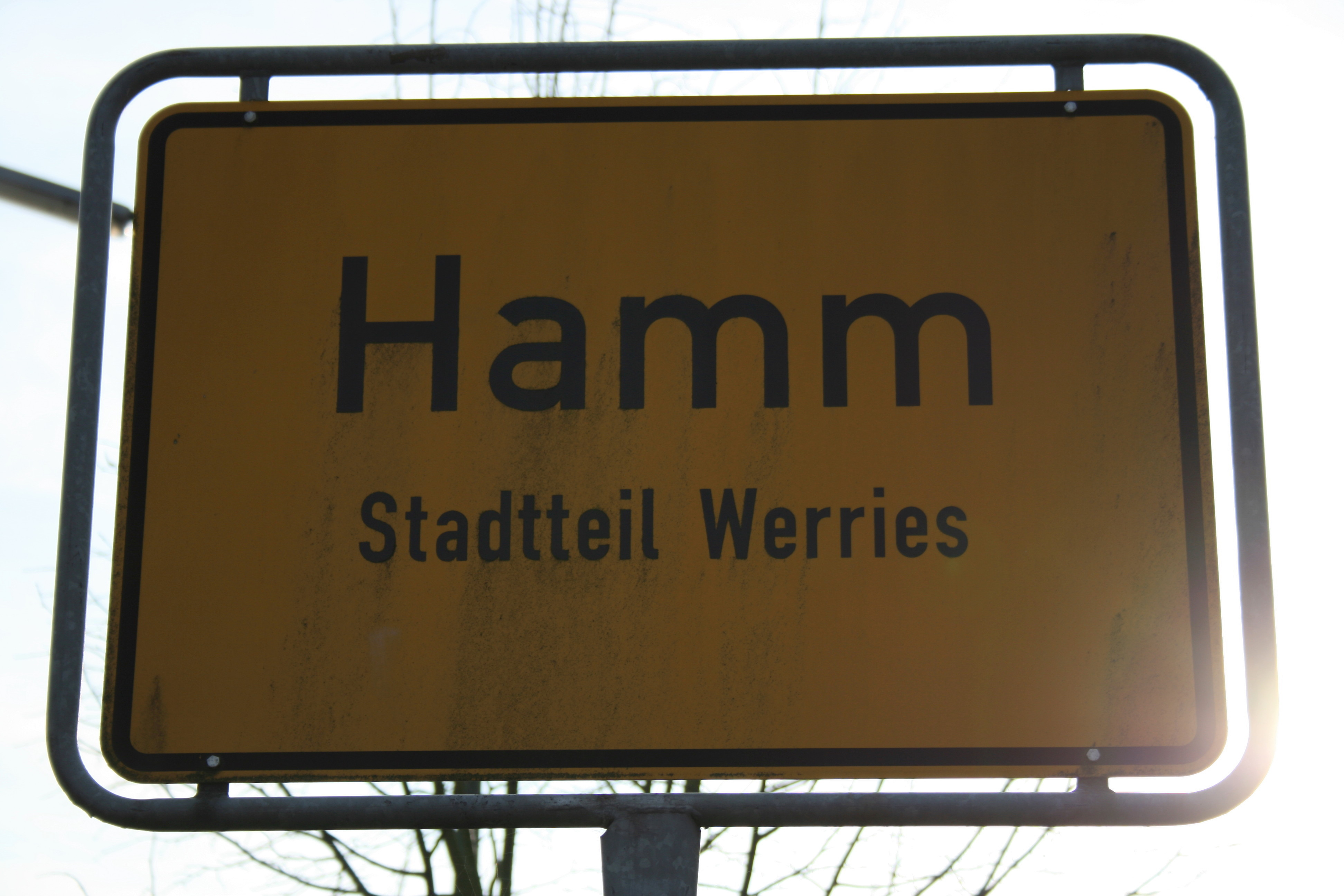

Werries ist ein Ortsteil der westfälischen Stadt Hamm.

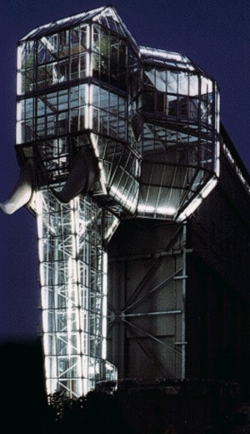
Glaselefant im Maximilianpark

## Geographie

### Lage
Werries liegt östlich des Zentrums der Stadt Hamm. Im Norden bildet die Lippe die Grenze. Der Datteln-Hamm-Kanal liegt im Norden des damaligen Gemeindegebietes.

### Gliederung
Zu Werries gehört die Maximiliansiedlung im Osten.

### Nachbargemeinden
Werries grenzte im Jahr 1967 im Uhrzeigersinn im Nordosten beginnend an die Gemeinden Dolberg (damals im Kreis Beckum, heute zu Ahlen im Kreis Warendorf), Haaren, Braam-Ostwennemar, Hamm und Heessen (alle heute zu Hamm).

## Geschichte
Werries wurde urkundlich 1220 erstmals als Weris erwähnt. 1284 der Ort urkundlich Weryeis und 1392 Weries genannt.
Werries gehörte im Spätmittelalter und der Frühen Neuzeit in eigener Bauerschaft (buyrschap van Weries) im Amt Hamm zur Grafschaft Mark. Laut dem Schatzbuch der Grafschaft Mark von 1486 hatten die 7 Steuerpflichtigen in der Bauerschaft zwischen 2 oirt und 6 Goldgulden an Abgabe zu leisten. Größter Steuerzahler war Oisthoff mit 6 Goldgulden. Im Jahr 1705 waren in der Bauerschaft Werries 13 Steuerpflichtige mit Abgaben an die Rentei Hamm im Kataster verzeichnet.
Im 19. Jahrhundert gehörte Werries bei der Errichtung der Ämter in der preußischen Provinz Westfalen zum Kirchspiel und Amt Rhynern im Kreis Hamm. Im Jahr 1885 gab es in der Landgemeinde Werries auf 404 ha Fläche, davon 244 ha Ackerland, 30 ha Wiesen, 63 ha Holzungen, 1 Wohnplatz, 26 Wohnhäuser mit 28 Haushaltungen und 173 Einwohner. Anlässlich der Auskreisung der Stadt Hamm am 1. April 1901 wurde aus dem Kreis der Landkreis Hamm. Nach einer Gebietserweiterung im Jahr 1929 wurde dieser im Oktober 1930 in Kreis Unna umbenannt.
Am 1. Januar 1968 wurden die ehemals selbständigen Gemeinden Braam-Ostwennemar (großenteils), Frielinghausen, Haaren, Norddinker, Schmehausen, Vöckinghausen und Werries in die Gemeinde Uentrop eingegliedert. Mit der Gemeindegebietsreform, die am 1. Januar 1975 in Kraft trat, wurde die Gemeinde Uentrop mit 12.238 Einwohnern auf 39,46 km² in die kreisfreie Stadt Hamm eingegliedert.

## Einwohnerentwicklung
| Jahr | Einwohner |
| ---- | --------- |
| 1849 | 0163      |
| 1910 | 0919      |
| 1931 | 3382      |
| 1956 | 4398      |
| 1961 | 4101      |

## Freizeit
Dem Freizeitvergnügen der Hammer Bevölkerung und weit darüber hinaus dient der Maximilianpark direkt hinter der alten Grenze zu Braam-Ostwennemar. Diese verläuft entlang der Bahnstrecke. Die Straßenbezeichnungen Grenzweg und Alter Grenzweg weisen auf sie hin.

## Verkehr

### Straßen
Die Landesstraße L 736 führt durch das nördliche Ortsgebiet. Sie verbindet Werries in westlicher Richtung mit Hamm, Herringen, Rünthe und Lünen und in östlicher Richtung mit Uentrop, Vellinghausen und Heintrop-Büninghausen.
Die Kreisstraße K 2 führt nach Hamm und Uentrop, die K 10 nach Braam-Ostwennemar, Osttünnen und Rhynern.

### Öffentlicher Personennahverkehr
Werries wird von den Linien 3 (bis Werries/Wendeplatz) der Stadtwerke Hamm sowie 1, 6 und 13 (bis Maximilianpark auf unterschiedlichen Linienwegen) aus Richtung Hamm bedient. Weiter nach Uentrop führt die Linie 5.